# Bell Labs

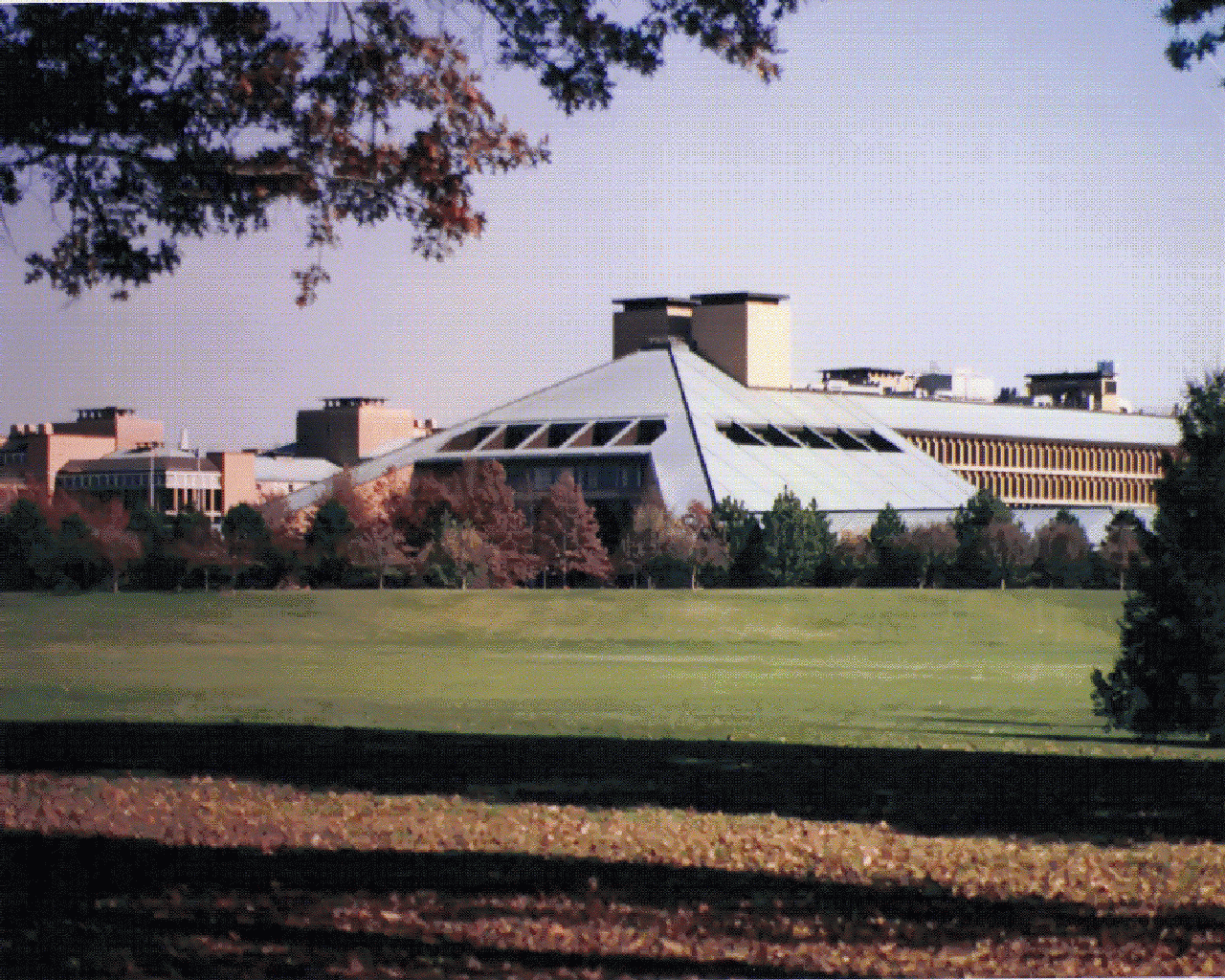
Nokia Bell Labs huvudkontor, tidigare Lucent Technologies huvudkontor, i Murray Hill i New Jersey

Nokia Bell Labs (också benämnt som Bell Labs och tidigare AT&T Bell Laboratories samt Bell Telephone Laboratories) är ett forskningsföretag inom telekommunikation och sedan 2016 ägt av Nokia.
Bell Labs eller Bell Telephone Laboratories Inc var ursprungligen utvecklingsavdelningen av Bell System. Bell System var ett informellt namn för AT&T innan det 1984 delades upp í flera olika bolag.
Bell Labs skapades 1925 i ett samarbete mellan AT&T och Western Electric för att sköta forskning och utveckling.
Forskningen skapade de underliggande teorierna för telekommunikation. Det täckte områden som matematik, fysik, materialteknik och datavetenskap.
Teknikutveckling, som utgjorde den största delen av Bell Labs verksamhet, resulterade i både hårdvara och mjukvara för att bygga telekommunikationsnätverk.
- År 1933 undersökte Karl Guthe Jansky källan till störningar i långdistanskommunikation och upptäckte att radiovågor sänds från centrum av vår galax. Detta gav grunderna till vad som senare blev radioastronomi.
- Transistorn anser sig Bell Labs ha uppfunnit 1947, men en sämre FET-transistor uppfanns och patenterades redan 1923 av Julius Edgar Lilienfeld. Tre forskare på Bell Labs mottog Nobelpriset i fysik 1956 för sin transistor.
- Claude Shannon arbetade som matematiker och publicerade en matematisk teori för kommunikation "A Mathematical Theory of Communication" (1948) i Bell System Technical Journal, delar av detta arbete byggde på tidigare arbeten inom informationsteori av Harry Nyquist och Ralph Hartley.
- Bell Labs utvecklade den första praktiska solcellen
- Erna Schneider Hoover uppfann ett datoriserat system för telefonväxlar under sitt arbete på Bell Labs.
- Max Mathews var en tidig pionjär inom elektronisk musik.
- Bell Labs utvecklade 1980 den första 32-bitars mikroprocessorn BELLMAC-32A.
- Bell Labs är ursprunget till UNIX operativsystem och programspråken C och C++.

År 1984, när AT&T delades upp, skapades Bellcore (Bell Communications Research) för att fortsätta med forskning och utveckling inom AT&T-sfären. År 1997 såldes Bellcore till Science Applications International Corporation, varefter företagets inriktning ändrades, liksom namnet Telcordia Technologies (två år senare). Den 12 januari 201 blev Telcordia Technologies, genom uppköp, del av Ericsson.
År 1996 flyttades det mesta av Bell Labs och tillverkning till en ny firma; Lucent Technologies. AT&T behöll en del forskare för att bilda AT&T Laboratories. När Nokia 2016 förvärvade Alcatel-Lucent kom Bell Labs att ingå i Nokia (under namnet Nokia Bell Labs).
Som mest hade Bell Labs forsknings- och utvecklingsavdelningar över hela USA, men mest koncentrerat till New Jersey.